# Lebkuchensockel

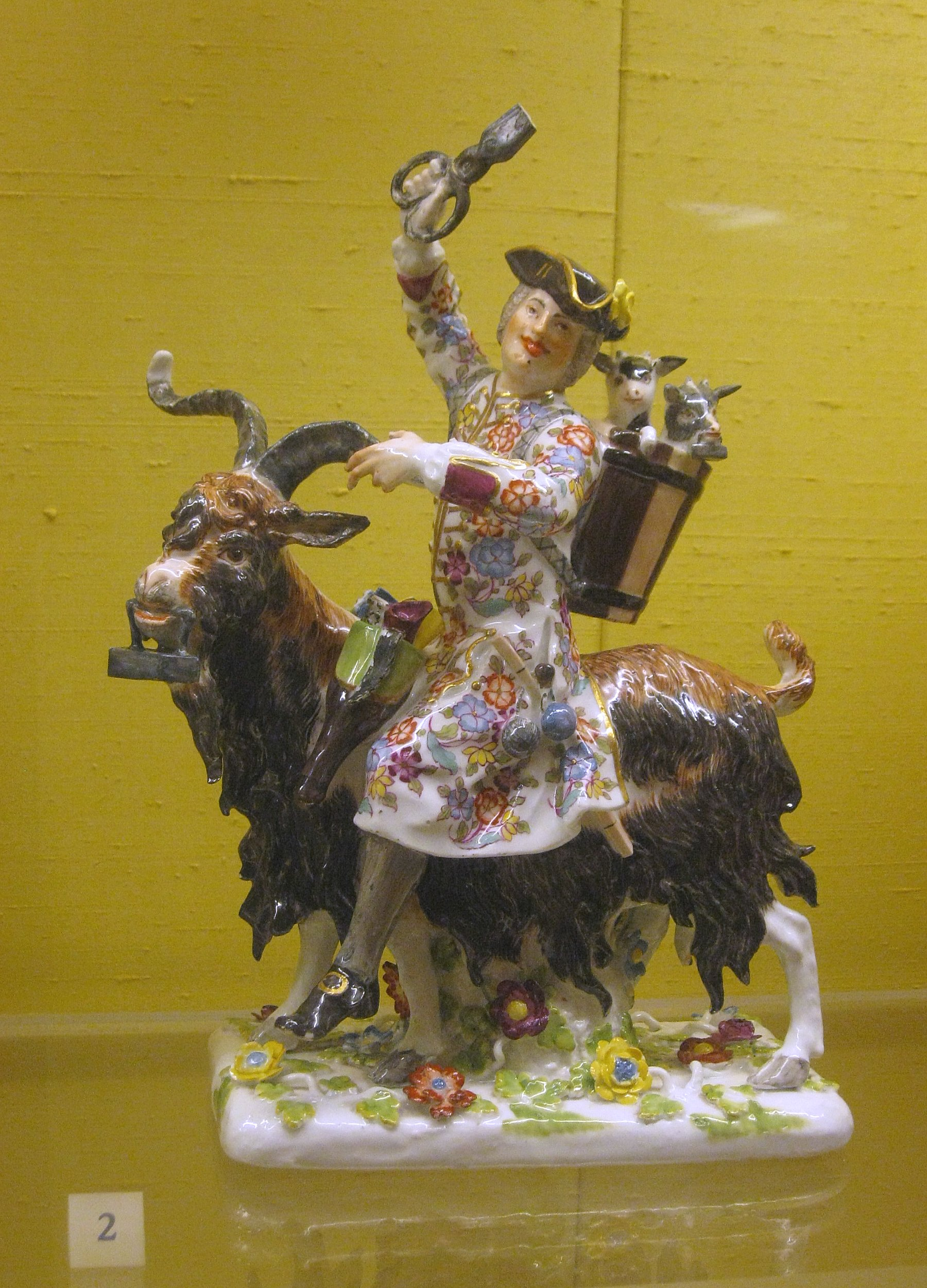
Johann Joachim Kändler, Schneider auf dem Ziegenbock

Als Lebkuchensockel werden einfach geformte, plattenförmige Sockel  von Porzellan- oder Fayencefiguren bezeichnet. Der Name leitet sich von der Form des Sockels ab, der häufig grob viereckig modelliert ist und an einen Lebkuchen erinnert. Andere Bezeichnungen für diese Sockelform sind auch Erdsockel oder Grasbodensockel.
Die einfachste Form der Verzierung ist hierbei die Bemalung mit einer grünen Farbe und leichten schwarzen Strichelchen, die an eine Wiese erinnern soll, reichere Verzierungsmöglichkeiten bietet die Dekoration beispielsweise mit modellierten Blüten.

## Herkunft
Historisch gesehen handelt es sich um eine sehr ursprüngliche Form des Sockels bei Porzellanfiguren. Der Lebkuchensockel wurde recht schnell von differenzierter geformten Sockeln  wie dem Rocaillesockel, der mehr dem Geschmack des Rokoko entsprach, verdrängt. So kann er von der Kunstwissenschaft bei der Datierung von Porzellanfiguren herangezogen werden, da es durchaus üblich war, ein vorhandenes Figurenmodell wieder zu verwenden und gegebenenfalls durch einen als modischer empfundenen anderen Sockel verkaufsfähig zu halten. Beispiele hierfür finden sich unter anderem bei den Figuren des Frankenthaler Porzellans von Paul Hannong, der bereits bestehende Modelle aus seiner Straßburger Fayence-Manufaktur nach der Gründung seiner Porzellanmanufaktur in Frankenthal im Jahr 1755 dort wieder auflegte, sie nun aber mit einem Rocaillesockel versah.
Im Falle der Figuren aus den Werkstätten der Familie Hannong kann die Sockelform auch dabei helfen, den Herstellungsort zu bestimmen, da bei der Einrichtung der Frankenthaler Porzellanfabrik bereits einmal gebrannte Figuren aus Straßburg in Frankenthal bemalt und lasiert wurden, dabei aber den für den Straßburger Produktionsstandort typischen Lebkuchensockel behielten.